# Tomasz Michalak (trener)
Tomasz Wiesław Michalak (ur. 25 stycznia 1977 w Prudniku) – polski koszykarz i trener koszykówki.

## Życiorys
Karierę zawodniczą rozpoczął w 1995 w Pogoni Prudnik. Po zakończeniu sezonu odszedł z drużyny, ale wrócił do niej na lata 2002–2004.
W 2005 został trenerem klubu Smyk Prudnik i asystentem trenera Pogoni Prudnik. Wraz ze Smykiem doszedł do 8. miejsca na Mistrzostwach Polski kadetów w 2008 i 2010. W 2008 został trenerem Pogoni Prudnik. Wprowadził klub do I ligi.
Jest nauczycielem wychowania fizycznego w Publicznym Gimnazjum nr 1 w Prudniku. 3 września 2018 został odznaczony Medalem Komisji Edukacji Narodowej.

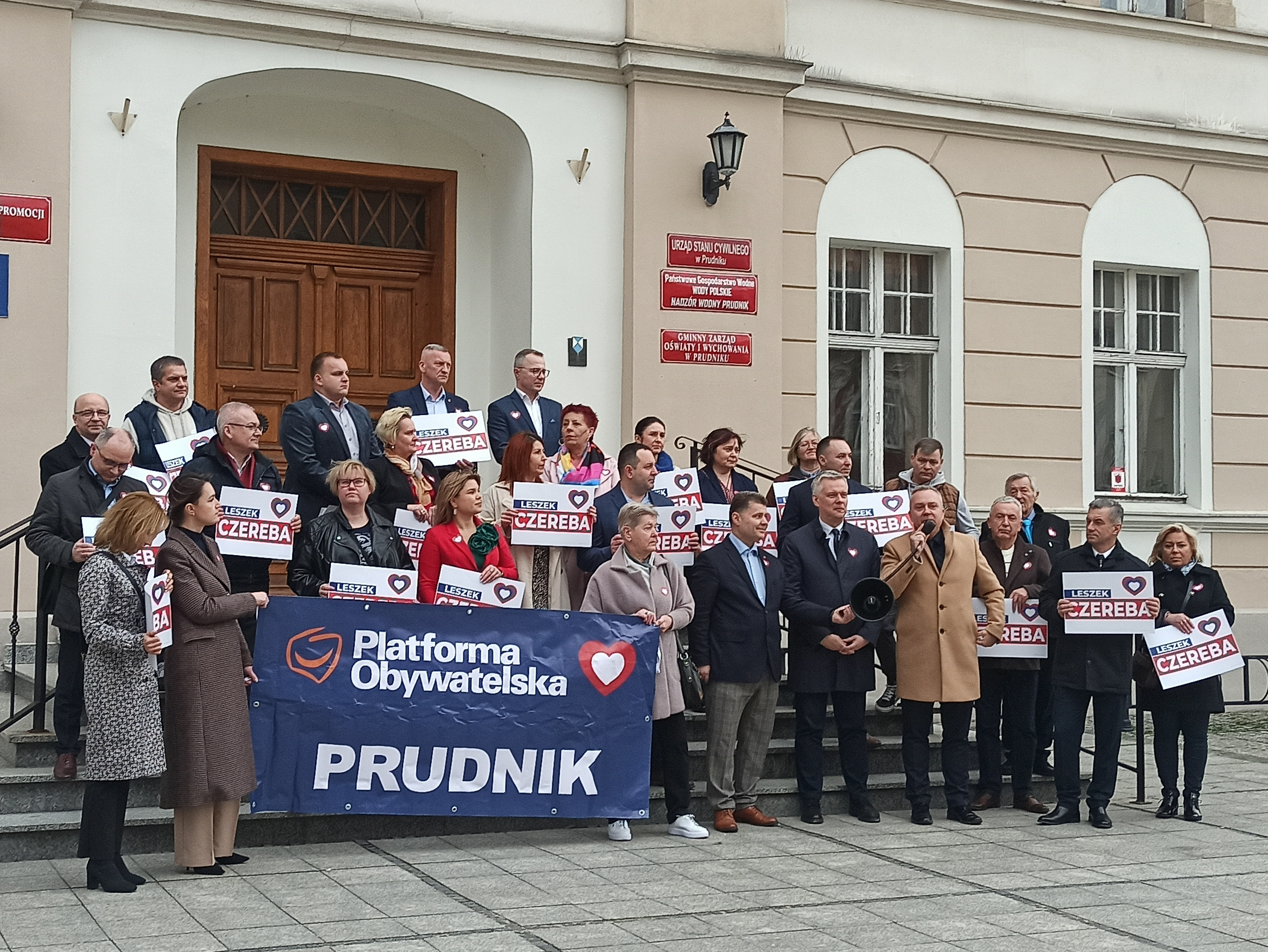
Kampania wyborcza PO w Prudniku w 2024, widoczni m.in. Michalak, Teresa Barańska, Radosław Roszkowski, Tomasz Siemoniak, Piotr Woźniak

W marcu 2024 zadeklarował ubieganie się o stanowisko radnego Rady Miejskiej w Prudniku w wyborach samorządowych w tym samym roku z list KWW Platforma PL2050 Ludowcy Lewica Powiatu Prudnickiego (komitet zrzeszający lokalnych kandydatów związanych z Platformą Obywatelską, Polską 2050 Szymona Hołowni, Polskim Stronnictwem Ludowym i Lewicą Razem). Otrzymał 116 głosów, nie uzyskując mandatu.